# Heinrich Wilhelm Jakowitz
Heinrich Wilhelm Jakowitz (25. března 1842 Liberec(jiný zdroj uvádí rok narození 1841) – 5. července 1901 Liberec ) byl rakouský podnikatel a politik německé národnosti z Čech, poslanec Českého zemského sněmu.

## Biografie
Působil jako obchodník. V letech 1876–1885 byl členem sboru městských radních a v období let 1882–1885 členem městské rady. Zasedal v ředitelství liberecké spořitelny a byl cenzorem Rakousko-uherské banky. Od roku 1880 byl členem spolku Verein für Geschichte der Deutschen in Böhmen.
V 80. letech se zapojil i do vysoké politiky. V doplňovacích zemských volbách v roce 1880 byl zvolen na Český zemský sněm, kde zastupoval kurii městskou, obvod Liberec. Nastoupil místo Eduarda Hartmanna. Byl oficiálním kandidátem německého volebního výboru. Uspěl i v zemských volbách v roce 1883. V lednu 1887 byl prohlášen za vystouplého ze sněmu. Šlo o součást pasivní rezistence, kdy němečtí poslanci protestovali proti nenaplnění jejich státoprávních a jazykových požadavků a fakticky zahájili bojkot sněmu. V doplňovacích volbách v září 1887 již nebyl kandidován.